# Битва під Сольферіно
Битва під Сольферіно (італ. Batalla de Solferino, нім. Schlacht von Solferino, фр. Bataille de Solférino) — найбільша битва Австро-італо-французької війни 1859 року, яка відбулась 24 червня 1859 року між коаліцією Франції та П'ємонту і Сардинського королівства проти армії Австрійської імперії поблизу Сольферіно в Ломбардії.
Військами Франції командував Наполеон III, військами П'емонта та Сардинії — Віктор Емануїл II, австрійською армією — імператор Франц Йосиф I.
Битва закінчилась перемогою франко-італійської коаліції.

## Передумови
Після поразки під Маджентою, яка відкрила франко-сардинській армії шлях на Ломбардію, генерал-фельдмаршал Ференц Дюлаї, головнокомандувач австрійської армії, вирішив вивести свої війська на лівий берег річки Мінчо, в так званий «чотирикутник» (Верона, Мантуя, Песк'єра, і Леньяго), повторивши виграшну стратегію, яку застосував його попередник Йозеф Радецький під час Австро-італійської війни 1848—1849 років.
Проте у Відні поведінка Дюлаї та хід конфлікту викликали обурення, оскільки Дюлаї, перебуваючи всього за декілька кілометрів від Турину, був змушений покинути Ломбардію. Після прибуття французької армії австрійці зазнали декількох поразок, незважаючи на значну чисельну перевагу, краще знання місцевості і простіше постачання.
Під тиском широкого народного невдоволення, Франц Йосиф I прибув до Італії, відсторонив Дюлаї, взявши на себе особисте командування військами.

## Битва

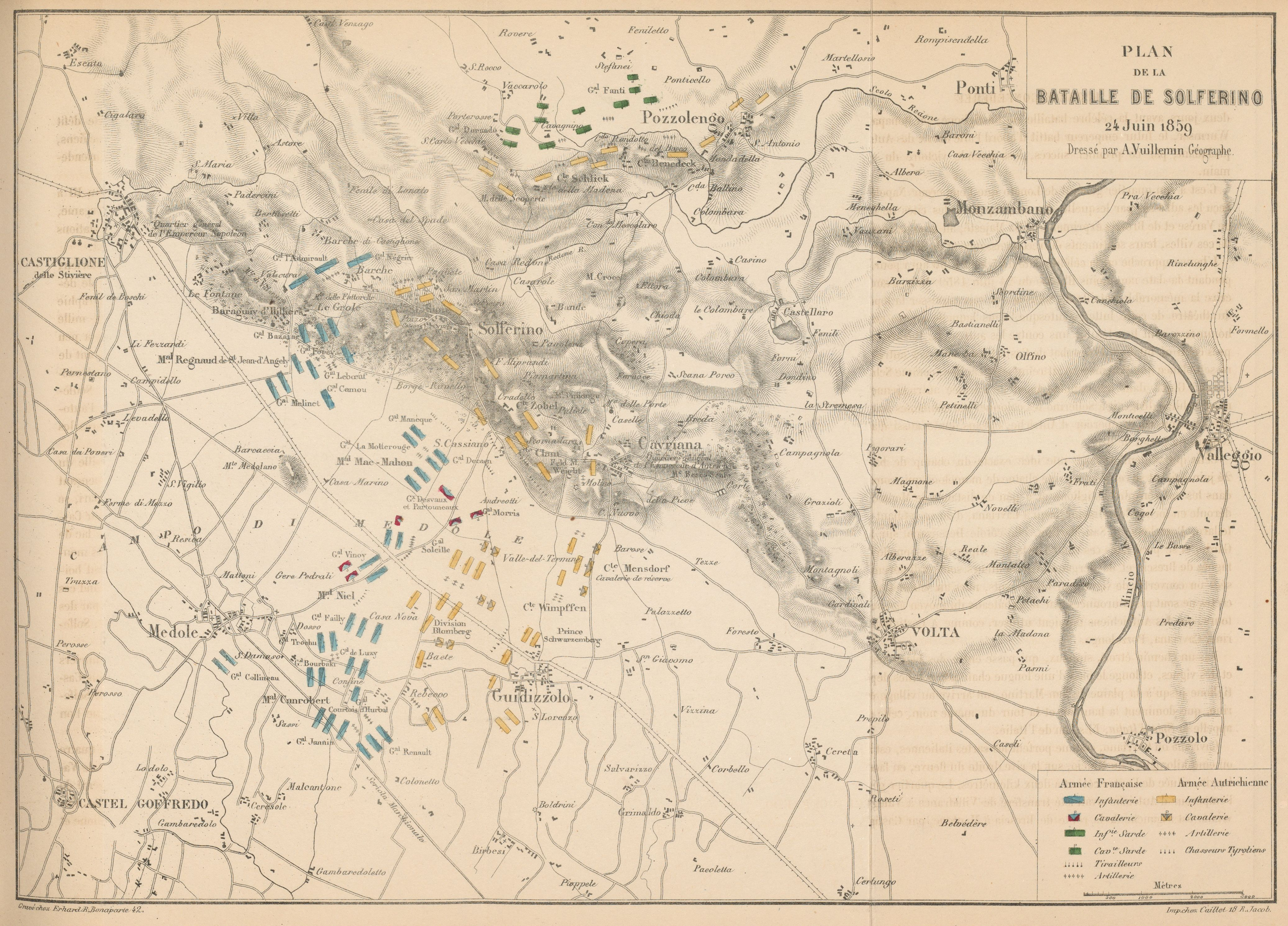
Битва під Сольферіно на французькій карті 1859 року.
Зеленим кольором позначені італійські війська, блакитним — французькі, жовтим — австрійські.

### Сили сторін
Австрійські війська, якими особисто командував недосвідчений 29-річний імператор Франц Йосиф, були розділені на дві польові армії: 1-у армію, що складалась з трьох корпусів (III, IX і XI), під командуванням Франца фон Вімпфена (нім. Franz Graf von Wimpffen) і 2-у армію, що складалась з чотирьох корпусів (I, V, VII і VIII) під командуванням Франца фон Шліка (нім. Franz Schlik).
Французька армія, якою в битві при Сольферіно командував особисто Наполеон III, складалась з чотирьох корпусів та імператорської гвардії.
Багато хто з її солдатів та генералів були ветеранами французького завоювання Алжиру і Кримської війни, але її головнокомандувач не мав військового досвіду.
Сардинська армія складалась з чотирьох польових дивізій.
24 червня франко-сардинська армія рушила на схід, вздовж правого берега річки Мінчо. Французи силами 4 корпусів мали зайняти села Сольферіно, Кавріана, Гуїдіццоло і Медоле. Чотири сардинські дивізії повинні були зайняти Поццоленго. Проте незабаром союзники зіткнулись з австрійськими військами, які окопалися в цих селах.
Через відсутність чіткого плану битва розпалась на три окремі частини — біля Медоле (південь), Сольферіно (в центрі) і Сан Мартіно (італ. San Martino) (північ), що спричинило великі жертви.

### Бій біля Медоле
Битва почалась біля Медоле близько 4 години ранку. Йдучи до Гуїдіццоло, війська IV французького корпусу зустрілись з австрійським піхотним полком 1-ї армії Австрії. Генерал Ньель (фр. Niel) відразу ж вирішив вступити в бій і розгорнути свої війська на схід від Медоле. Цей крок перешкодив трьом австрійським корпусам (III, IX і XI) 1-ї австрійської армії допомогти своїм військам 2-ї армії під Сольферіно, де була основна атака французької армії.
Французькі сили, хоча чисельно поступалися австрійцям і були розтягнуті на 5 кілометрів, змогли відбити безперервні атаки противника, і контратакували у відповідний момент.
Після 15 годин бойових дій австрійці відступили, обидві сторони втратили в цілому близько 15 000 чоловік.

### Бій біля Сольферіно

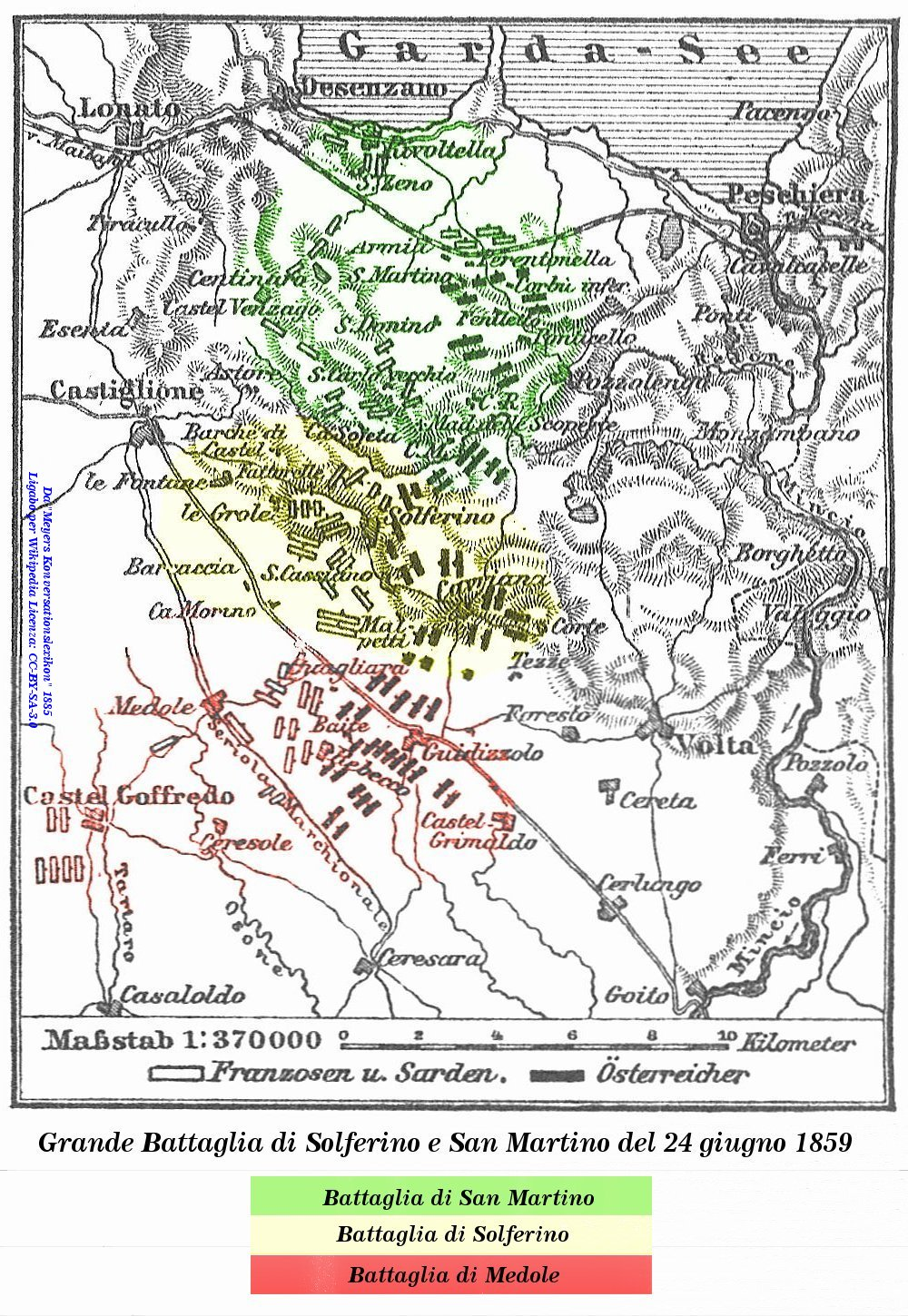
План битви під Сольферіно

Приблизно о 4:30 ранку авангард I французького корпусу, яким командував маршал Бараге д'Ільє (фр. Baraguey d'Hilliers), вступив у контакт з військами V армійського корпусу на чолі з фельдмаршалом Філіппом Штадіоном (нім. Philipp Franz Graf von Stadion-Thannhausen).
Близько 5 години ранку I корпус під командуванням маршала Мак-Магона зіткнувся з австро-угорськими частинами поблизу Медоле.
В штаб Мак-Магона прибув Наполеон III, особисто спостерігаючи за битвою.
Три австрійські корпуси (I, V і VII) були чисельнішими за французькі війська і займали зручні позиції на пагорбах біля Сольферіно та Кавріано. Австрійці змогли утримувати свої позиції протягом всього дня, відбиваючи французькі атаки.
Наполеон III змушений був увести в бій імператорську гвардію.
Близько 15 години французькі резерви (III корпус під командуванням Франсуа Канробера та імператорська гвардія під командуванням Аугуста Реньйо (фр. Auguste Regnaud), атакували Кавріану, яку захищав I австрійський корпус під командуванням Клам-Галласа (нім. Eduard Clam-Gallas), захопили її близько 6 години вечора, тим самим прорвавши австрійський центр.
Цей прорив спричинив загальний відступ обох австрійських армій.

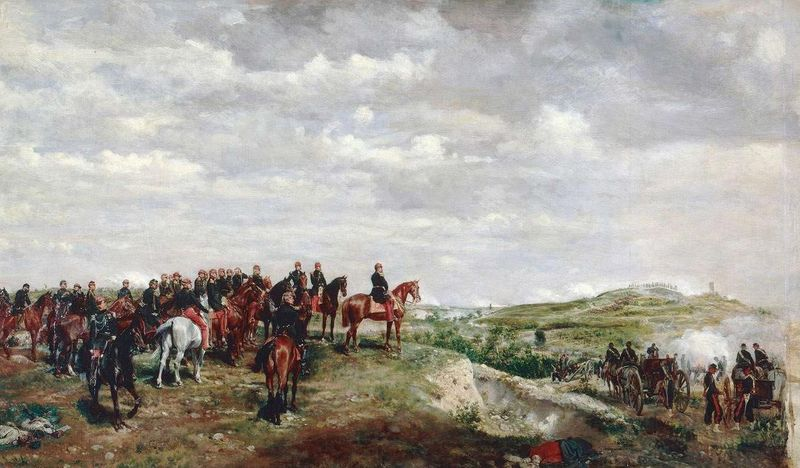
Наполеон III в битві під Сольферіно

### Бій біля Сан Мартіно

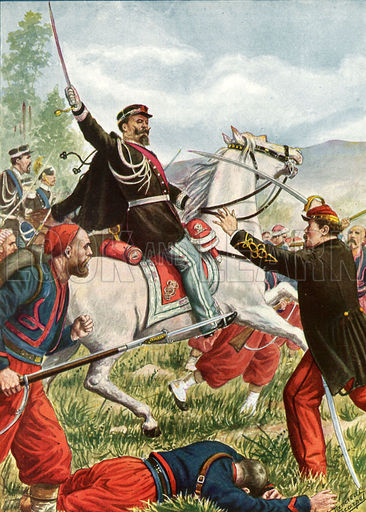
Віктор Емануїл в битві під Сольферіно

Бій біля Сан Мартіно почався близько 7 години ранку, де 4 італійські дивізії зіткнулись з VIII австрійським корпусом під командуванням фельдмаршала Бенедека.
Незважаючи на чисельну перевагу італійців, австрійці зуміли відбити всі атаки, аж поки австрійська армія не почала відступати.

### Результати

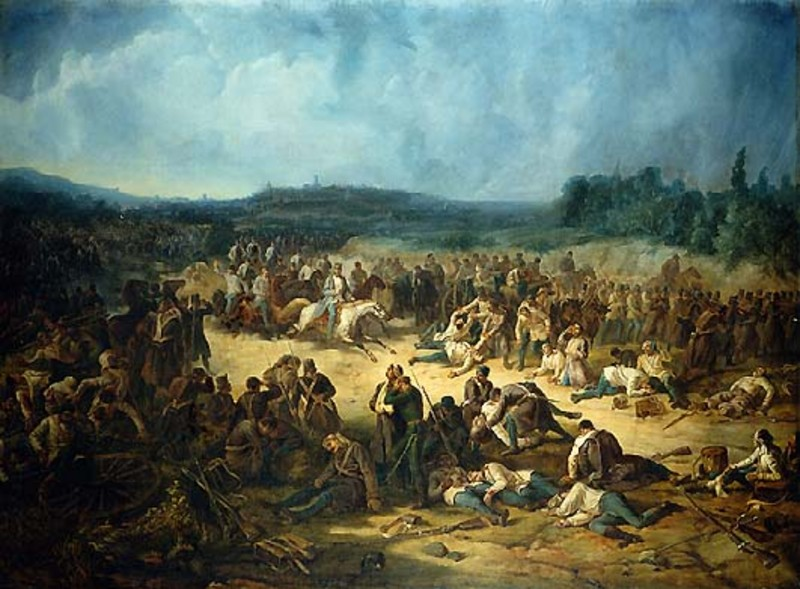
Жан Анрі Дюнан під Сольферіно

Битва була виснажливою та кровопролитною, тривала більше 9 годин.
Зрештою, австрійці змушені були залишити свої позиції. Союзні франко-італійські війська дорогою ціною здобули перемогу. Австрійці втратили близько 3 000 убитими, 11 000 пораненими і більше 8 000 полоненими чи зниклими безвісти.
Французи та італійці втратили 2 500 убитими, 12 500 пораненими, і близько 3 000 полоненими чи зниклими безвісти. Повідомлялось про випадки розстрілу полонених чи добивання поранених багнетами з обох сторін. Багато поранених солдатів померли в наступні дні після битви через брак води, медикаментів та медичної допомоги.

## Наслідки
Австрійці відступили до «чотирикутника» фортець. Кампанія була, по суті, закінчена. Незабаром після битви, 12 липня 1859 року Наполеон III та Франц Йосиф I зустрілись в місті Віллафранка, щоб укласти перемир'я.
Італійці звільнили Ломбардію, проте Венето залишилось під владою австрійців. В 1861 році було проголошене Італійське королівство.

## Женевська конвенція та створення Червоного хреста
Швейцарський підприємець і громадський діяч Жан Анрі Дюнан, перебуваючи в 1859 році біля Сольферіно, став свідком битви. Будучи враженим масштабами кровопролиття та стражданнями людей, він написав книжку «Спогади про Сольферіно», яка стала передумовою для створення Міжнародного комітету Червоного Хреста в 1863 році. В 1864 році була прийнята перша Женевська конвенція, яка базувалася на ідеалах Дюнана.

## Поле битви сьогодні

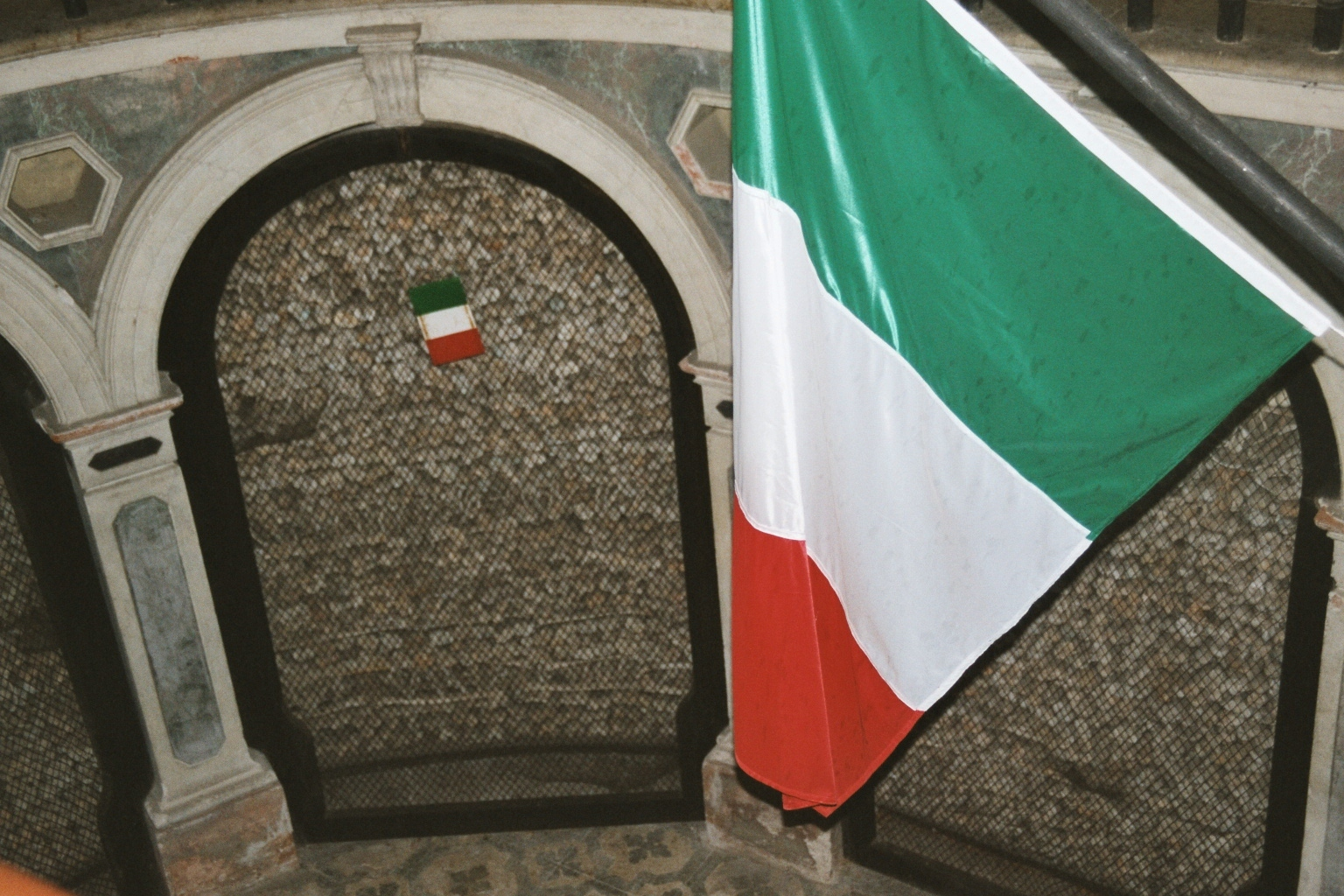
Поховання в Сольферіно

В районі, де відбулась битва, є ряд монументів.
В Сан Мартіно в 1893 році був збудований 70-метровий пам'ятник Віктору Еммануїлу II.
У місті також є музей, в якому виставлені на огляд форма і зброя того часу, а також каплиця.
У Сольферіно також є музей, в якому експонуються тогочасні зброя та пам'ятки, а також поховання загиблих у битві.
Поблизу Кастільйоне-делле-Стів'єре, де після битви померло багато поранених у ній, є Музей Міжнародного Червоного Хреста, присвячений подіям, що призвели до формування цієї організації.

## Битва під Сольферіно в мистецтві
Битві під Сольферіно присвячена поема Елізабет Баррет Браунінг «Новобранець під Сольферіно» (англ. «The Forced Recruit at Solferino») (Last Poems 1862).
Роман австрійського письменника, вихідця з Галичини Йозефа Рота «Марш Радецького» (1932 рік) починається з битви під Сольферіно. У ньому батько головного героя, Тротта, увіковічнений як «Герой Сольфаріно».
Роман був двічі екранізований (в 1965 та 1995 роках).
Битва під Сольферіно була зображена також в 2006 році в телефільмі «Анрі Дюнан: Червоне на хресті» (фр. «Henry Dunant: Du rouge sur la croix», англ. «Henry Dunant: Red on the Cross»), в якому розповідається історія підписання Женевських конвенцій та створення Червоного хреста.